# Lepeophtheirus nordmanni
Lepeophtheirus nordmanni är en kräftdjursart som först beskrevs av H. Milne Edwards 1840.  Lepeophtheirus nordmanni ingår i släktet Lepeophtheirus och familjen Caligidae. Arten är reproducerande i Sverige. Inga underarter finns listade i Catalogue of Life.